# Heimo
Heimo ist ein männlicher Vorname. Varianten sind Haimo oder Haymo.

## Herkunft und Verbreitung
Der Name Heimo ist eine friesische Kurzform von Namen auf die Anfangssilbe „Heim-“, wie Heimfried, Heimeran oder Heimerad. Er ist vor allem in Österreich verbreitet.

## Namenstag
Als Namenstag wird der 27. Juni gefeiert.

## Namensträger
- Heimo von Konstanz († 1026), von 1022 bis 1026 Bischof von Konstanz

- Heimo Bachstein (1937–2011), deutscher Cineast, Filmkritiker und Sammler
- Heimo Dolch (1912–1984), deutscher Physiker, römisch-katholischer Theologe und Priester
- Heimo Erbse (1924–2005), deutsch-österreichischer Komponist und Opernregisseur
- Heimo Ertl (* 1943), deutscher Anglist und Bildhauer
- Heimo Friedrich (1911–1987), österreichischer Botaniker und Kakteenspezialist
- Heimo Gastager (1925–1991), österreichischer Reform-Psychiater und Hochschullehrer
- Heimo Haitto (1925–1999), finnischer Musiker
- Heimo Halbrainer (* 1963),  österreichischer Historiker, Publizist und Hochschullehrer
- Heimo Kuchling (1917–2013), österreichischer Kunsttheoretiker
- Heimo Kump (* 1968), österreichischer Fußballtrainer
- Heimo Liebl (* 1937), deutscher, evangelischer Pfarrer und Mitglied des Bayerischen Senats bis 1999
- Heimo Pfeifenberger (* 1966), österreichischer Fußballspieler und -trainer
- Heimo Rau (1912–1993), deutscher Indologe
- Heimo Reinitzer (* 1943), österreichischer Germanist
- Heimo Schwilk (* 1952), deutscher Journalist und Autor
- Heimo Vorderegger (* 1966), österreichischer Fußballspieler und -trainer
- Heimo Wiederhofer (* 1962), österreichischer Jazzmusiker (Schlagzeug)
- Heimo Zobernig (* 1958), österreichischer Künstler

## Familienname
- Prisca Birrer-Heimo (* 1959), Schweizer Politikerin

## Produkt-, Serien- und Firmenname
- Heimo (Unternehmen)